# 대한민국 형사소송법 제281조
대한민국 형사소송법 제281조는 피고인의 재정의무, 법정경찰권에 대한 형사소송법의 조문이다.

## 조문
제281조(피고인의 재정의무, 법정경찰권) ① 피고인은 재판장의 허가없이 퇴정하지 못한다.
②재판장은 피고인의 퇴정을 제지하거나 법정의 질서를 유지하기 위하여 필요한 처분을 할 수 있다.

## 참고 문헌
- 손동권 신이철, 새로운 형사소송법(초판, 2013), 세창, 2013. ISBN 9788984114081